# 상패초등학교
상패초등학교는 대한민국 경기도 양주시에 있는 공립 초등학교이다.

## 학교 연혁
- 1946. 02. 10 은현국민학교 상패분교장 인가
- 1947. 03. 20 상패국민학교 개교
- 1952. 03. 20 초대 박영원 교장선생님 취임
- 1952. 03. 25 제1회 졸업식(29명)
- 1981. 03. 01 병설유치원 개원
- 1984. 03. 01 학구조정으로 6학급 편성
- 1997. 12. 07 학교개축공사 준공 입주
- 2004. 03. 01 제14대 정규수 교장선생님 취임
- 2004. 04. 01 돌아오는 농촌학교 만들기 지원교 선정
- 2004. 11. 01 본교 학생동 3층 증축(다목적실, 도서실, 어학실, 미술실등)
- 2005. 03. 01 경기도교육청 <돌아오는 농촌학교 만들기 시범학교> 지정
- 2005. 06. 03 돌아오는 농촌학교 만들기 시범학교 운영 1차 보고회
- 2006. 10. 24 돌아오는 농촌학교 만들기 시범학교 운영 2차 보고회
- 2007. 02. 14 제56회 졸업식(누계 4,412명)
- 2007. 03. 01 6학급, 유치원 1학급 편성
- 2008. 02. 15 제57회 졸업식(누계 4,430명)
- 2009. 11. 01 교원휴게실 증축
- 2010. 04. 02 영어교육 리더학교 교과부 표창
- 2010. 03. 01 일반학급 6학급, 유치원 1학급
- 2010. 05. 28 돌아오는 농촌학교 재선정
- 2011. 02. 17 제60회 졸업식(누계 4492명)
- 2011. 05. 01 보육교실 운영, 1개반 저녁 돌봄으로 전환
- 2012. 03. 01 특수학급 1개반 신설
- 2013. 02. 14 제62회 졸업식(누계 4529명)
- 2013. 03. 01 일반학급 6학급, 특수학급 1학급, 유치원 1학급
- 2013. 03. 01 제17대 고영준 교장선생님 취임